# 圣堂 (嘉善)
圣堂位于浙江省嘉兴市嘉善县西塘镇塘东街社区烧香港北街29号。
圣堂始建于明万历三年（1575年）,原名庞公祠，供奉巡按庞尚鹏。清康熙十三年(1674) 、康熙五十年(1711)重修, 改为供奉关帝。

## 建筑
圣堂坐北朝南，占地127平方米，现存山门和大殿。山门面阔三间7.4米, 进深3.6米。大殿面阔三间7.4米, 进深9.9米。
2011年1月7日，圣堂作为西塘建筑群的子项，公布为第六批浙江省文物保护单位。